# 546 Herodias
546 Herodias eller A904 TD är en asteroid i huvudbältet, som upptäcktes 10 oktober 1904 av den tyske astronomen Paul Götz i Heidelberg. Den har fått sitt namn efter prinsessan Herodias.
Asteroiden har en diameter på ungefär 65 kilometer.